# ストリートギャング セサミストリートにたどり着くまで
ストリートギャング セサミストリートにたどり着くまで（Street Gang: How We Got to Sesame Street）は、アメリカ合衆国のドキュメンタリー映画。日本ではNetflixでこのタイトルで2023年9月23日から2024年6月22日まで配信された後、2024年6月23日からU-NEXTで「ストリートギャング セサミストリートが誕生するまで」という題名で配信された。U-NEXTでは、吹き替えキャスト・スタッフが表記されている。
この映画はジム・ヘンソンのマペット・シリーズからアメリカで大人気の教育番組「セサミストリート」が誕生するまでを描いたドキュメンタリーとなっており、シリーズの最高責任者であるジョーン・ガンツ・クーニーとロイド・モリセット、そして製作に関わった作家、俳優、アーティストへのインタビューを特集している。
2021年1月30日にサンダンス映画祭で世界初公開となり、アメリカ合衆国では2021年4月23日に劇場公開された後、2021年5月7日にMaxで配信されるようになった。

## キャスト
| キャスト                   | 日本語吹き替え         |
| -------------------------- | ---------------------- |
| ジョーン・ガンツ・クーニー | 水野ゆふ               |
| ジョン・ストーン           | 浦山迅                 |
| ジム・ヘンソン             | 橋本しんめい           |
| クリストファー・サーフ     | 吉富英治               |
| ソニア・マンザーノ         | 藤貴子                 |
| ケイト・ストーン・ルーカス | 中村綾                 |
| ポリー・ストーン           | 渡辺ゆかり             |
| ロイド・モリセット         | ふくまつ進紗           |
| シャロン・ラーナー         | 堂込聖美               |
| リサ・ヘンソン             | 古賀裕子               |
| ブライアン・ヘンソン       | 平林剛                 |
| ロスコー・オーマン         | 田所陽向               |
| フランク・ビオンド         | 山本満太               |
| ボブ・マグラス             | 流大介                 |
| ホリー・ロビンソン・ピート | 野首南帆子             |
| マット・ロビンソン・Jr.    | 武田太一               |
| ドローレス・ロビンソン     | ニケライ・ファラナーゼ |
| フラン・ブリル             | 今泉葉子               |
| キャロル・スピニー         | 菊池康弘               |
| ジョー・ラポソ             | 松川裕輝               |
| ニック・ラポソ             | 左座翔丸               |
| ノーマン・スタイルズ       | 魚建                   |
| 日本語版制作スタッフ       |                        |
| 演出                       | 太田敏哉               |
| 翻訳                       | 高岡佑己子             |
| 音響                       | 鈴木修二               |
| 日本語版制作               | Iyuno-SDI Japan        |